# Port lotniczy Attawapiskat
Port lotniczy Attawapiskat (IATA: YAT, ICAO: CYAT) – port lotniczy położony w Attwapiskat, w prowincji Ontario, w Kanadzie.